# Baczeńce 2
Baczeńce 2 (hist. Baczeńce; biał. Бачанцы 2; ros. Баченцы 2) – wieś na Białorusi, w obwodzie grodzieńskim, w rejonie wołkowyskim, w sielsowiecie Wołkowysk.
W dwudziestoleciu międzywojennym leżały w Polsce, w województwie białostockim, w powiecie wołkowyskim, w gminie Biskupice.